# Лобода калинолиста
Лобода калинолиста (Chenopodium opulifolium Schrad. ex W.D.J.Koch & Ziz) — вид квіткових рослин родини амарантові (Amaranthaceae).

## Опис
Трав'яниста однорічна рослина висотою зазвичай 20–80 (до 100) см. Рослина має сіруватий або білуватий колір. Листя дрібне, ромбічні-яйцеподібне, досягає в довжину 1–3,5 (до 5) см і шириною 1–3 (до 4) см. Черешок приблизно 0,5–2 (до 3) см завдовжки. Цвіте з кінця весни до осені. Суцвіття діаметром від 3 до 4 мм. Плоди плоско-овальні. Насіння лінзоподібне або сплющено-сферичне з діаметром від 0,8 до 1,25 мм. Чорна шкірка гладка або злегка візерункова (в радіальному напрямку з канавками). Період цвітіння з липня по вересень. Запилення зазвичай викликається вітром.

## Середовище проживання
Батьківщина: Африка: Кенія; Танзанія; Уганда; Сомалі; Алжир; Єгипет; Марокко; Туніс; Ангола; Мозамбік; Замбія; Зімбабве. Азія: Кувейт; Саудівська Аравія; Ємен; Туркменістан; Кіпр; Іран; Ірак; Ізраїль; Ліван; Сирія; Туреччина. Кавказ: Азербайджан; Вірменія. Європа: Білорусь; Молдова; Росія — Калмикія, Білгород, Ростов, Воронеж; Україна; Австрія; Чехія; Німеччина; Угорщина; Польща; Словаччина; Швейцарія; Албанія; Боснія і Герцеговина; Болгарія; Хорватія; Греція; Італія; Македонія; Мальта; Чорногорія; Румунія; Сербія; Словенія; Франція; Португалія; Гібралтар: Іспанія. Натуралізований: Ботсвана; ПАР; Свазіленд; Австралія — Південна Австралія; Європа; Сполучені Штати; Канада — Онтаріо. Росте на порушених ділянках, полях, що обробляються, на узбіччях, у садах, піщаних прибережних районах.

## Використання
Листя можна вживати сирими або приготованими. Сирі листя слід вживати, але тільки в невеликих кількостях через їх вміст сапонінів.